# By My Side (INXS)
By My Side is een nummer van de Australische rockband INXS uit 1991. Het is de derde single van hun zevende studioalbum X.
Het nummer werd een klein hitje in INXS' thuisland Australië, alsook in het Verenigd Koninkrijk, Frankrijk, Duitsland en het Nederlandse taalgebied. In Australië haalde het de 23e positie. In de Nederlandse Top 40 haalde het de 27e positie, en in de Vlaamse Radio 2 Top 30 de 25e.